# 이고르 도돈
이고르 도돈(루마니아어: Igor Dodon, 러시아어: И́горь Никола́евич Додо́н 이고리 니콜라예비치 도돈[*], 문화어: 이고리 도돈, 1975년 2월 18일 ~ )은 2016년부터 2020년까지 제6대 몰도바의 대통령을 지낸 몰도바의 정치인이다. 현재 몰도바 공화국 사회주의당 대표를 맡고 있다. 2006년부터 2009년까지 바실레 타를레브, 지나이다 그레체아느이 정부에서 경제무역부 장관을 지냈으며, 2009년부터 2016년까지 몰도바 국회의원을 지냈다. 도돈은 2020년 대선에서 2016년 대선에서 맞붙었던 마이아 산두와 재대결에서 패하면서 재선에 실패하였다.

## 역대 선거 결과
| 선거명      | 직책명          | 대수 | 정당                     | 1차 득표율 | 1차 득표수 | 2차 득표율 | 2차 득표수 | 결과 | 당락 |
| ----------- | --------------- | ---- | ------------------------ | ---------- | ---------- | ---------- | ---------- | ---- | ---- |
| 2016년 선거 | 몰도바의 대통령 | 6대  | 몰도바 공화국 사회주의당 | 47.98%     | 680,550표  | 52.11%     | 834,081표  | 1위  |      |
| 2020년 선거 | 몰도바의 대통령 | 7대  | 무소속                   | 32.61%     | 439,866표  | 42.28%     | 690,614표  | 2위  | 낙선 |